# بيلي فيلد (كاتب أغاني)
بيلي فيلد (بالإنجليزية: Billy Field)‏ هو كاتب أغاني أسترالي، ولد في 20 يناير 1953.

## وصلات خارجية
- الموقع الرسمي
- بيلي فيلد على موقع ميوزك برينز (الإنجليزية)
- بيلي فيلد على موقع أول ميوزيك (الإنجليزية)
- بيلي فيلد على موقع ديسكوغز (الإنجليزية)